# Espinho Challenger 1998
L'Espinho Challenger 1998 è stato un torneo di tennis facente parte della categoria ATP Challenger Series nell'ambito dell'ATP Challenger Series 1998. Il torneo si è giocato a Espinho in Portogallo dal 20 al 26 aprile 1998 su campi in terra rossa.

## Vincitori

### Singolare
Guillermo Cañas ha battuto in finale  Mariano Puerta con il punteggio di 6–1, 2–6, 6–2

### Doppio
Jens Knippschild /  Stephen Noteboom hanno battuto in finale  Alberto Martín /  Tomáš Anzari con il punteggio di 7–6, 7–5